# Celoron
Celoron és una població dels Estats Units a l'estat de Nova York. Segons el cens del 2000 tenia 1.295 habitants.

## Demografia
Segons el cens del 2000, Celoron tenia 1.295 habitants, 526 habitatges, i 357 famílies. La densitat de població era de 675,7 habitants/km².
Dels 526 habitatges en un 30,4% hi vivien nens de menys de 18 anys, en un 50% hi vivien parelles casades, en un 11,8% dones solteres, i en un 32,1% no eren unitats familiars. En el 26,8% dels habitatges hi vivien persones soles l'11,2% de les quals corresponia a persones de 65 anys o més que vivien soles. El nombre mitjà de persones vivint en cada habitatge era de 2,39 i el nombre mitjà de persones que vivien en cada família era de 2,83.
Per edats la població es repartia de la següent manera: un 23,8% tenia menys de 18 anys, un 7,3% entre 18 i 24, un 28,9% entre 25 i 44, un 25,7% de 45 a 60 i un 14,3% 65 anys o més.
L'edat mediana era de 38 anys. Per cada 100 dones de 18 o més anys hi havia 93,5 homes.
La renda mediana per habitatge era de 31.544 $ i la renda mediana per família de 33.333 $. Els homes tenien una renda mediana de 30.980 $ mentre que les dones 21.719 $. La renda per capita de la població era de 15.098 $. Entorn del 8,9% de les famílies i el 13,2% de la població estaven per davall del llindar de pobresa.